# Северные мбунду

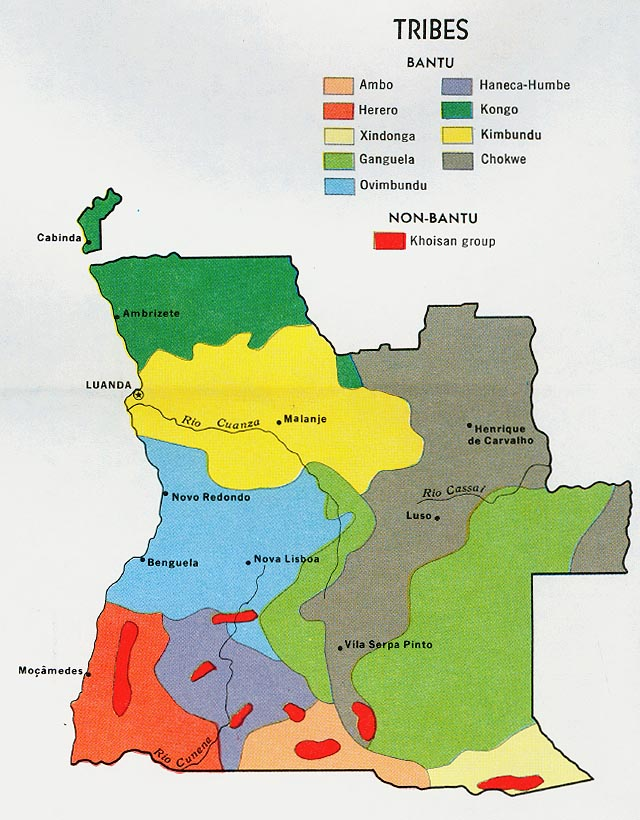
Овимбунду, амбунду (кимбунду) и др. народы Анголы

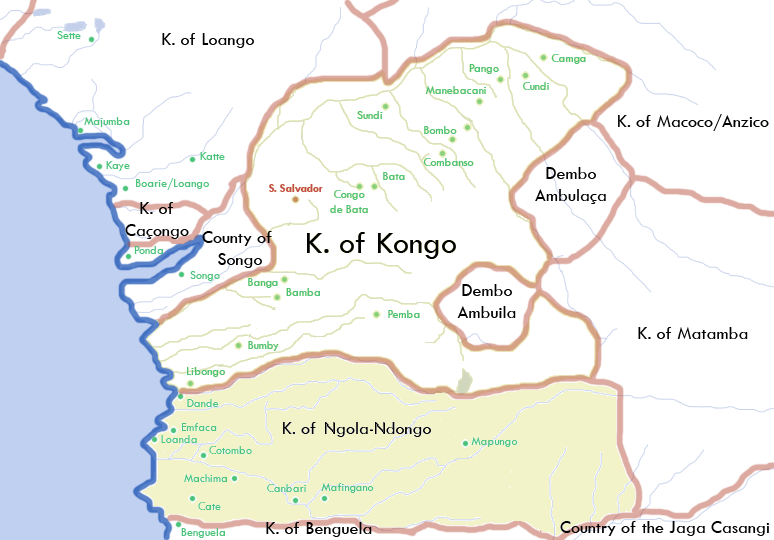
Территория Ндонго

Амбу́нду (мбунду, бамбунду, бамбуун, мбуни; или северные мбунду) — народ группы банту на северо-западе Анголы (бассейн рек Данде, Бенго, Кванза и окрестности города Луанда); близки к овимбунду. Численность — около 4 650 000 человек. Язык кимбунду (северный мбунду, или донго) — один из языков банту, распространён также португальский язык. Амбунду в основном христиане (католики, методисты, последователи местных африканских церквей), около 35 % придерживаются традиционных культов.

## История
Согласно устной традиции, амбунду переселились из райнов к востоку от реки Кванго не позднее конца XV — начала XVI веков. В XV веке у них сложились ранние государства или вождества, важнейшее — Ндонго (или Нгола, по имени правителей — отсюда современная Ангола). С конца XVI века активно торговали с португальцами. В 1624 году правительница Анна Нзинга Мбанди Нгола возглавила вооружённую войну с португальской экспансией, продолженную после её смерти до конца XVII века её наследниками — правителями вождества Матамба.

## Традиционные занятия
Основные традиционные занятия — переложное земледелие (просо и сорго, с XVI—XVII веков — маниок и кукуруза), разведение мелкого рогатого скота, охота. Часть амбунду занимается товарным земледелием- выращиванием кофе, бананов, сахарного тростника, табака, риса и др.;на побережье- прибрежным рыболовством. Городское население занято в промышленном производстве, сфере услуг, в горнодобывающей промышленности. Сохраняются традиционные виды ремесел- кузнечное, гончарное, плетение.

## Социальная организация
Для социальной организации характерна система генеалогически связанных линиджей (нгунду).

## Религия
Традиционные верования — культ предков и духов природы. Сохраняются ежегодный День рыбака в Луанде, поминальные церемонии («выметание праха» и др.). Многие амбунду живут в городах (главным образом в Луанде), метисированы.